# مايكل فانوني
مايكل فانوني (من مواليد 3 سبتمبر 1980) هو محلل إنفاذ القانون الأمريكي، ومؤلف، وشرطي متقاعد. عمل في إدارة شرطة العاصمة في مقاطعة كولومبيا من عام 2001 حتى تقاعده في عام 2021. كان فانوني حاضرا في مبنى الكابيتول الأمريكي أثناء هجوم يناير 2021، وشهد مع زملائه أمام لجنة مجلس النواب المختارة التي تحقق في الهجوم في عام 2021.

## حياته
ولد فانوني في 3 سبتمبر 1980، ونشأ في الإسكندرية، فيرجينيا . وهو من أصل يوناني. انفصل والديه عندما كان عمره ثماني سنوات. التحق فانوني بمدرسة سانت ماري الابتدائية ومدرسة جورج تاون الإعدادية لمدة عام. ثم التحق بمدرسة داخلية في ولاية ماين. غادر للعمل في مجال البناء وتخرج من مدرسة بالو الثانوية.

## حياته المهنية
انضم فانوني إلى شرطة الكابيتول بالولايات المتحدة في أعقاب هجمات الحادي عشر من سبتمبر. بعد بضع سنوات، انضم إلى إدارة شرطة العاصمة في مقاطعة كولومبيا، وظل عضوًا فيها لمدة 20 عامًا تقريبًا. عمل في المقام الأول كضابط بملابس مدنية وضابط سري، للتحقيق في الاتجار بالمخدرات.

## هجوم مبنى الكابيتول الأمريكي 2021 والتقاعد
خلال شهر يناير في 6 فبراير 2021، بعد الهجوم على مبنى الكابيتول، قام فانوني، الذي لم يكن من المقرر أن يبدأ عمله حتى فترة ما بعد الظهر، بنشر نفسه استجابة لمكالمات الراديو طلبًا للمساعدة. وتعرض للاعتداء من قبل مثيري الشغب، وسحبوه إلى أسفل درجات الكابيتول ، وضربوه بالأنابيب، وصعقوه بمسدس الصعق الكهربائي، ورشوه بمواد كيميائية مهيجة، وهددوه بمسدسه الخاص بعد تعرضه للإساءة اللفظية العلنية والاعتداء الجسدي من قبل العديد من الحاضرين. عانى فانوني من حروق ونوبة قلبية وارتجاج في المخ وإصابة دماغية رضية وتم تشخيصه باضطراب ما بعد الصدمة نتيجة للهجوم. إلى جانب زملائه الضباط هاري دون ، وأكويلينو جونيل، ودانيال هودجز، أدلى فانوني بشهادته أمام لجنة مجلس النواب الأمريكي بشأن هجوم السادس من يناير، حيث ناقش تجاربه مع مثيري الشغب في ذلك المساء. في شهادته أشار فانوني إلى:
"في مرحلة ما أثناء القتال، تم جرّي من صف الضباط إلى الحشد. سمعت شخصًا يصرخ "لقد حصلت على واحد!". بينما كنت محاطًا بحشد عنيف، انتزعوا شارتي. أمسكوا بجهاز الراديو الخاص بي وجردوني منه. واستولوا على الذخيرة التي كانت مثبتة على جسدي. بدأوا في ضربي بقبضاتهم، وما شعرت أنه أشياء معدنية صلبة. في لحظة ما، وجدت نفسي وجهاً لوجه مع مهاجم، انقض علي مرارًا وتكرارًا وحاول نزع سلاحي الناري. سمعت هتافات من بعض الحاضرين "أحضروا له سلاحه!" و"اقتلو عليه بسلاحه الخاص".
في يونيو 2021، طلب فانوني من كيفن مكارثي وغيره من الجمهوريين في الكونجرس التنديد بمؤامرات السادس من يناير. وبسبب الإصابات الجسدية والعاطفية، عاد إلى أداء مهام محدودة في سبتمبر 2021، للعمل في مكتب الخدمات الفنية والتحليلية. تقاعد فانوني من قوة الشرطة بسبب مشاكل صحية متعلقة بالعمر في عام 2021. وكان آخر يوم له في الخدمة هو 31 ديسمبر 2021.
في 21 يونيو 2023، حكمت القاضية إيمي بيرمان جاكسون على دانييل رودريجيز، أحد الرجال الذين هاجموا فانوني بمسدس صاعق أثناء أعمال الشغب، بالسجن لمدة 12 عامًا ونصف في السجن الفيدرالي. في 28 يوليو 2023، حُكم على مهاجم آخر، توماس سيبيك، بالسجن لمدة 50 شهرًا.  تم القبض على سيبيك في مارس 2021 ولكن تم إطلاق سراحه من السجن في أكتوبر من ذلك العام لانتظار المحاكمة تحت الإقامة الجبرية. ومع ذلك، في 20 يناير/كانون الثاني 2025، أصدر ترامب عفواً عن أكثر من ألف من مثيري الشغب، بما في ذلك رودريجيز وسيبيك.

## مساهمات ونشاط شبكة سي إن أن
انضم فانوني إلى سي إن أن في يناير 2022 كمساهم على الهواء ومحلل لإنفاذ القانون واختتم فترة عمله في نوفمبر 2023. قبيل الذكرى الثانية للهجوم على مبنى الكابيتول الأمريكي في السادس من يناير ، كتب فانوني رسالة وقع عليها أكثر من ألف من قدامى المحاربين ومسؤولي إنفاذ القانون وأفراد الجيش النشطين وعائلاتهم، داعياً القيادة الجمهورية في مجلس النواب الأمريكي إلى إدانة العنف السياسي. تم تسليم الرسالة يدويًا من قبل قدامى المحاربين العسكريين إلى كبار القادة الجمهوريين، وقام فانون بتسليم نسخة من الرسالة إلى مكتب النائبة مارغوري تايلور جرين. كما تحدث فانوني وعشرات من المحاربين القدامى، بما في ذلك أعضاء مجلس النواب جيسون كرو، وكريسي هولاهان، وميكي شيريل، وكريس ديلوزيو ، في تجمع جماهيري أمام مبنى الكابيتول الأمريكي، والذي نظمته مجموعتا الشجاعة لأمريكا والدفاع المشترك.
في 6 يناير 2023، حصل فانوني على ميدالية المواطنين الرئاسية من الرئيس جو بايدن. في أغسطس 2023، كتب فانوني مقال رأي سي إن أن دعا فيه إلى حظر بندقية AR-15.

## حياته الشخصية
فانوني مطلق ولديه أربع بنات. بينما ظل منفصلاً عن زوجته السابقة حتى هجوم السادس من يناير، فقد وصفها بعد الهجوم بأنها "جزء لا يتجزأ من نظام دعمه". يعيش في فرجينيا مع والدته. كان فانوني سابقًا من المؤيدين لدونالد ترامب وصوت لصالحه في الانتخابات الرئاسية الأمريكية عام 2016، لكنه توقف عن دعمه بعد إقالته لجيمس كومي وبعد التعليقات التي أدلى بها والتي اعتبرها معادية للآسيويين.